# HMS Diadem (1942)
HMS Diadem (84) (Корабль Его величества «Дайадем») — британский лёгкий крейсер типа «Беллона» (улучшенный «Дидо»). Был заказан по чрезвычайной военной программе 4 сентября 1939 года и заложен на верфи R & W Hawthorn, Leslie & Co. Ltd, в Хэбберн-он-Тайн 15 декабря 1939 года. Крейсер был спущен на воду 26 августа 1942 года, став пятым кораблём, носившим это имя в британском флоте с 1782 года. Вступил в строй 6 января 1944 года.

## История службы
По окончании испытаний, в январе 1944 года совершил переход в Скапа-Флоу. В феврале проходил подготовку к службе в 10-й крейсерской эскадре, Home Fleet.
29 марта вошел в состав эскорта арктического конвоя JW-58, в составе эскортных авианосцев Activity и Tracker под прикрытием эсминцев Impulsive, Inconstant, Obedient, Offa, Onslaught, Onslow, Oribi, Orwell, Saumarez, Serapis, Scorpion, Venus и норвежского Stord (операция FZ). 6 апреля присоединился к эскорту обратного конвоя RA-58. 13 апреля покинул конвой и вернулся в Скапа-Флоу.
20 апреля совершил независимый переход в Мурманск с эскортными авианосцами Activity и Fencer, 16 эсминцами и 6-й эскортной группой для сопровождения пустых судов, возвращающихся из России. с 28 апреля сопровождал обратный конвой RA-59 с авианосцем Fencer и эсминцами. 3 мая корабль вернулся в состав Home Fleet.
30 мая крейсер откомандирован для оказания поддержки во время высадки в Нормандии в соединении огневой поддержки Force Е (Операция Нептун). 3 июня Дайадем отправился из Клайда с крейсером Belfast в сопровождении эсминцев Ulster и Urchin в составе конвоя G14. 6 июня обстреливал батарею в Бени-сюр-Мер в соответствии с заранее подготовленным планом. В дальнейшем, при необходимости обеспечивал огневую поддержку. С 14 июня действовал с восточной оперативной группой по завершении фазы штурма. 19 июня поврежден при столкновении с паромом Rhino у Нормандии, во время шторма. 26 июня обстреливал район Кана совместно с линейным кораблем Rodney, монитором Roberts, крейсерами Argonaut и Belfast в поддержку военных операций, направленных на выдвижение из прибрежных районов вглубь Франции.
В июле крейсер переведен в Плимутское командование для перехвата эвакуационных конвоев в Бискайском заливе.
В начале августа Дайадем незначительно поврежден взрывом немецкого взрывающегося катера (LINSEN) у Нормандии.
12 августа Дайадем совместно с эсминцем Onslow и польским эсминцем Piorun образовали Force 28 для наступательного рейда в Бискайском заливе. Корабли потопили немецкий тральщик (Sperbrecher 7) недалеко от Ла-Рошели.
22 августа эти же корабли атаковали цели на острове Иль-д’Йе́. В сентябре крейсер вернулся к службе в Скапа-Флоу.
С 19 сентября Дайадем составлял часть эскорта арктического конвоя JW-60, состоящего из эскортных авианосцев Campania и Striker и эсминцев. 23 сентября крейсер прибыл в Кольский залив. 28 сентября присоединился к эскорту обратного конвоя RA-60 с линейным кораблем Rodney и эскортными кораблями конвоя JW-60. 3 октября прибыл в Скапа-Флоу.
В ноябре крейсер проходил ремонт в Розайте. 20 ноября стал флагманским кораблем Force 3, сопровождающим эскортные авианосцы Premier и Pursuer с эсминцами, выполнявшими авиационное минирование в Карм Сунде (Karm Sund) (операция Handfast).
7 декабря Дайадем сопровождал авианосец Implacable, эскортные авианосцы Trumpeter и Premier и 8 эсминцев, для совмещенных авиационных минных постановках и морских ударах в Карм Сунде (операция Urbane).
1 января 1945 года крейсер вошел в состав конвоя JW-63 совместно с эскортным авианосцем Vindex для усиления противолодочной обороны. Конвой состоял из эсминцев Savage, Scourge, Serapis, Zambesi, Zebra, канадских Sioux, Algonquin и норвежского эсминца Stord, составлявших боевое прикрытие и эсминцев Keppel, Walker, Westcott, шлюпов Cygnet, Lark, корветов Alnwick Castle, Bamborough Castle, Bluebell и Rhododendron сформировавших ближний эскорт. С 11 января возвращался с обратным конвоем RA-63, который был вынужден укрыться на Фарерских островах от экстремальной погоды. 23 января вернулся к службе в составе Home Fleet.
28 января 1945 года участвовал с крейсером Mauritius в бою против 3-х немецких эсминцев 4-й флотилии, которые пытались проникнуть в Балтийское море из Бергена. Немецкий Z-31 был поврежден, и вражеские корабли вернулись в порт. Крейсер получил повреждения носового дымохода от попадания немецкого 5,9-дюймового снаряда. На следующий день переход смогли совершить только два других эсминца (Z-34 и Z-38).
В феврале крейсер в течение 2-х недель проходил ремонт. В марте вернулся к службе.
12 марта крейсер присоединился к арктическому конвою JW-65 с эскортным авианосцем Campania, эсминцами Onslaught, Opportune, Orwell, Scorpion и Zambesi в качестве дальнего эскорта. В состав сопровождения вошли эсминцы Myngs, канадский Sioux и норвежский Stord, шлюп Lapwing и семь корветов из состава команды западных подходов. Эскортный авианосец Trumpeter, с эсминцами Savage и Scourge присоединились к JW-65 позже. Конвой подвергся атакам подводных лодок, во время которых были потоплены шлюп Lapwing и торговое судно. Дайадем отделился по прибытии в Кольский залив 20 марта.
23 марта отправился из Кольского залива в составе эскорта обратного конвоя RA-65 с эскортными авианосцами Trumpeter, Campania и эсминцами из состава эскорта JW-63, оставаясь с конвоем до 30 марта.
В апреле крейсер обеспечил дальнее прикрытие во время прохождения конвоев JW-66 и обратного RA-66, с кораблями Флота, развернутыми для операций у берегов Норвегии. 22 апреля сопровождал эскортные авианосцы Searcher и Queen с эсминцами обеспечивая атаки на корабли у берегов Норвегии.
4 мая Дайадем сопровождал эскортные авианосцы Searcher, Queen, Trumpeter с крейсером Norfolk и эсминцами, во время авиационных ударов по кораблям к западу от Нарвика и по береговым целям. Были потоплены немецкие корабль снабжения Black Watch, подводная лодка U-711 и траулер (операция Judgement).
5 мая крейсер был отозван для участия в действиях в операциях по освобождению в нижних странах.
С 23 мая крейсер находился в качестве стационера в Копенгагене. В июне он принял участие в параде Победы в Осло совместно с крейсером Bellona, после чего 28 июня вновь вернулся в Копенгаген.

### Послевоенная служба
После окончания войны Дайадем служил флагманом 2-й эскадры крейсеров Home Fleet до 1950 года, когда он был помещен в резерв.
29 февраля 1956 года крейсер был продан в Пакистан в соответствии с соглашением о программе взаимной помощи с США. Перед отплытием из Великобритании Дайадем был переоборудован и переименован в Babur 5 июля 1957 года. В 1961 году он был преобразован в курсантский учебный корабль. В 1975 году корабль все ещё использовался в качестве учебного крейсера.